# Loomis (Nebraska)
Loomis – wieś w Stanach Zjednoczonych, w stanie Nebraska, w hrabstwie Phelps.